# TT Андромеды
TT Андромеды (лат. TT Andromedae) — двойная затменная переменная звезда типа Алголя (EA) в созвездии Андромеды на расстоянии приблизительно 3118 световых лет (около 956 парсеков) от Солнца. Видимая звёздная величина звезды — от +13,1m до +11,5m. Орбитальный период — около 2,7651 суток.

## Характеристики
Первый компонент — белая звезда спектрального класса A, или A0:, или A2. Масса — около 3,25 солнечных, радиус — около 2,44 солнечных, светимость — около 41,82 солнечных. Эффективная температура — около 7702 K.
Второй компонент — жёлтый субгигант спектрального класса G7IV, или F7:III:. Масса — около 1,95 солнечной, радиус — около 3,59 солнечных, светимость — около 14,33 солнечных. Эффективная температура — около 5960 K.